# From the Four Hundred to the Herd
From the Four Hundred to the Herd è un cortometraggio muto del 1912 diretto da Allan Dwan

## Produzione
Il film fu prodotto dalla Flying A (American Film Manufacturing Company).

## Distribuzione
Distribuito dalla Motion Picture Distributors and Sales Company, il film - un cortometraggio in una bobina - uscì nelle sale cinematografiche USA il 4 marzo 1912 e in quelle britanniche il 4 maggio di quello stesso anno.